# 비비 우드
비비 우드(Bebe Wood, 2001년 8월 8일 ~ )는 미국의 배우이다. 캔자스시티에서 태어났다.

## 출연 작품

### 텔레비전
- 30 ROCK (2012)
- 부통령이 필요해 (2012)
- 뉴 노멀 (2012-13)
- 웻 핫 아메리칸 썸머: 퍼스트 데이 오브 캠프 (2015)
- 더 리얼 오닐스 (2016-17)
- 트롤헌터: 아카디아의 전설 (2016-18) - 목소리
- 아메리칸 하우스와이프 (2018)
- 러브, 빅터 (2020-22)

### 영화
- A Merry Friggin' Christmas (2014)
- 퀸카로 살아남는 법: 더 뮤지컬 (2024) - 그레첸 역